# Riccardo Luca Guariglia
Riccardo Luca Guariglia (ur. 2 marca 1967 w Santa Maria di Castellabate) – włoski prezbiter rzymskokatolicki, benedyktyn, od 2014 opat terytorialny Montevergine.

## Życiorys
W 1992 wstąpił do benedyktyńskiego opactwa Montevergine i w 1997 złożył profesję wieczystą. Święcenia kapłańskie przyjął 29 kwietnia 2000. Rok później rozpoczął w Rzymie studia licencjackie z liturgiki. W 2004 mianowany ekonomem klasztoru, a w 2009 jego przełożonym oraz mistrzem zakonnego nowicjatu. 20 września 2014 papież Franciszek wybrał go na zwierzchnika miejscowego opactwa terytorialnego.